# Громада (Фінляндія)

Громади Фінляндії у 2009 році.

Громада (фін. kunta, швед. kommun) — третій, нижчий рівень адміністративного поділу Фінляндії. Станом на 2021 рік у Фінляндії існує 309 громад, а з 1 січня 2025 року їх кількість становить 308. Представляють місцевий рівень управління у Фінляндії й виступають як основні самоврядні адміністративні одиниці країни. Вся територія Фінляндії поділена на громади, й з юридичного погляду всі громади рівноправні, хоча деякі з них мають статус міста або містечка (фін. kaupunki; швед. stad). Громади мають право стягувати плоский відсотковий податок на доходи, який коливається від 16 до 22 відсотків, і забезпечують близько двох третин усіх публічних послуг. Громади відповідають за значну частину місцевих сервісів — таких як школи, охорона здоров'я, водопостачання та вулиці місцевого значення. Вони не відповідають за автомагістралі, не встановлюють закони та не утримують поліцію — ці функції залишаються за центральним урядом.

## Уряд
Громади мають форму управління типу «рада—менеджер»: ними керує виборна рада (kunnanvaltuusto, kommunfullmäktige), яка є юридично автономною й підзвітна лише виборцям. Кількість членів ради пропорційна чисельності населення громади: від 9 у Соттунзі до 85 у Гельсінкі. Підрозділ ради — виконавчий орган громади (kunnanhallitus) — контролює муніципальне управління та слідкує за реалізацією рішень ради. Його рішення мають бути схвалені радою. На відміну від національного уряду, склад цього органу формується пропорційно до складу ради, а не за принципом «уряд—опозиція». Крім того, окремі рішення готуються у спеціалізованих муніципальних комісіях (lautakunta) для подальшого розгляду на засіданнях ради — наприклад, комісії з питань зонування, соціальної допомоги чи освіти. Членство у раді, виконавчому органі й муніципальних комісіях — це виборні, але не повноцінні робочі посади. Розмір винагороди залежить від громади й посади, але зазвичай є символічним або помірним: звичайний член ради у 2017 році отримував у середньому 70 євро за одне засідання.
Муніципальні менеджери (kaupunginjohtaja, stadsdirektör — у містах; kunnanjohtaja, kommunsdirektör — в інших громадах) є державними службовцями, яких призначає муніципальна рада. Менеджер міста Гельсінкі носить історичний титул ylipormestari / överborgmästare — «Лорд-мер». У минулому в Фінляндії не існувало посад мерів, однак після змін у законодавстві Тампере став першим містом, яке обрало мера (pormestari / borgmästare) у 2007 році. Водночас мера наразі не обирають шляхом прямого голосування — його обирає муніципальна рада. Мер виконує функції муніципального менеджера та голови муніципальної ради.
Хоча громади не мають власної поліції чи законодавчих повноважень, вони можуть встановлювати місцеві правила щодо дорожнього руху, а муніципальні інспектори з паркування мають право виписувати штрафи за порушення. Громади є юридичними особами і можуть брати участь у справах адміністративного суду. Так само і держава Фінляндія є окремою юридичною особою.
Окрім судового нагляду за дотриманням адміністративного законодавства, громади є незалежними та не входять до жодної ієрархії місцевої державної влади. Громади співпрацюють між собою у складі регіонів Фінляндії. Державні агентства мають юрисдикцію, що охоплює один або кілька регіонів: кожен регіон обслуговується центром ely-keskus (elinkeino-, liikenne- ja ympäristökeskus), який займається питаннями зайнятості, економіки, транспорту та довкілля. Натомість нагляд за дотриманням законодавства і екологічних норм здійснює місцеве управління регіонального адміністрування — aluehallintovirasto, яке керує юрисдикціями, що охоплюють кілька регіонів, і називаються alue.

## Оподаткування та доходи
Мешканці сплачують муніципальний податок, який є формою прибуткового податку і становить основне джерело надходжень для громади (42 % доходу). Муніципальний податок номінально є пласким (однакова ставка для всіх), але охоплює ширше коло населення (включаючи осіб з низькими доходами), ніж прогресивний державний прибутковий податок, який сплачують лише громадяни із середніми й високими доходами. Проте на практиці навіть муніципальний податок має прогресивний характер через щедрі податкові відрахування для людей з низьким рівнем доходів. Базова ставка (до відрахувань) коливається: від 16 % у заможному Кауніайнені до 20 % і більше в багатьох невеликих сільських громадах. Окрім муніципального податку, громади отримують фінансування з державного бюджету (valtionapu), що становить 19 % доходу. Це фінансування залежить від рівня достатку громади й слугує для врівноваження нерівномірности у податкових надходженнях. Крім податків, істотну частку муніципальних доходів (21 %) становлять також прибутки від продажів, збори та доходи від господарської діяльності. У 2023 році відбулася суттєва податкова реформа у зв'язку із заснуванням нових повітів добробуту (wellbeing services counties). Оскільки їх фінансування здійснюється державою, муніципальні податки були зменшені на 12,64 відсоткових пункти — з приблизно 20 % до близько 7 %, а державні податки підвищені відповідно.
Крім того, громади стягують податок на нерухомість, який становить близько 3,6 % від їхніх доходів і є відносно невеликим: річна ставка становить 0,32–0,75 % від чистої поточної вартости для постійного житла та 0,50–1,00 % — для нерухомости відпочинкового типу, як-от дачі, а також для незабудованих земельних ділянок. Цей податок завжди сплачує власник нерухомости, а не орендар, на відміну від, наприклад, муніципального податку у Великій Британії. Громади також отримують частину надходжень від податку на прибуток підприємств (yhteisövero) від компаній, які ведуть діяльність на території відповідної громади (3,8 % доходу).
Деякі муніципальні функції фінансуються безпосередньо як з бюджету громади, так і з державного бюджету — наприклад, професійні коледжі AMK.

## Завдання та послуги
Фінляндія має розвинену систему державного добробуту, й громади несуть відповідальність за значну частину пов'язаних із цим послуг. До завдань громад належать наступні напрямки:
- Соціальні послуги
  - Догляд за дітьми (дитячі садки)
  - Опіка над людьми похилого віку
  - Догляд за особами з інвалідністю
  - Служби соціального захисту
  - Захист дітей
- Освіта та культура (див. також Освіта у Фінляндії(інші мови))
  - Peruskoulu — базова освіта (1–9 класи)
  - Lukio — гімназії (старша школа)
  - Ammattioppilaitos — професійно-технічні училища
  - Ammattikorkeakoulu — професійні вищі навчальні заклади (AMK)
  - Kansanopisto — народні вищі школи(інші мови)
  - Публічні бібліотеки
  - Молодіжні центри
  - Місця для занять фізичною активністю (стадіони, бігові доріжки тощо)
- Інфраструктура та землекористування
  - Зонування територій
  - Громадський транспорт
  - Утримання місцевих доріг
  - Водопостачання
  - Енергозабезпечення
  - Збір і утилізація сміття
  - Захист довкілля
- Економічний розвиток
  - Сприяння місцевій економіці та зайнятості
- Нагляд і контроль
  - Інспекція безпеки харчових продуктів
  - Інспекція у сфері захисту тварин
  - Інспекція з охорони навколишнього середовища
  - Контроль за дотриманням правил паркування
  - Контроль за оплатою громадського транспорту

Хоча громади відповідають за власні фінанси, існує велика кількість вузькоспеціалізованого законодавства та нормативів, які вимагають надання послуг на певному рівні. Таким чином, хоча громади мають право самостійно розпоряджатися доходами від податків, вони зобов'язані передусім фінансувати послуги, передбачені законом.
Громади можуть надавати частину цих послуг через підконтрольні їм підприємства або замовляти їх у приватних компаній, діяльність яких вони регулюють. Наприклад, Регіональне транспортне управління Гельсінкі (HSL) забезпечує послуги громадського транспорту в столичному регіоні.
Починаючи з 2023 року, нові повіти добробуту (wellbeing services counties) перебрали на себе відповідальність за охорону здоров'я та соціальні послуги, що раніше були підпорядковані громадам.

## Статистика

Громади Фінляндії за мовами (2016–тепер):Бежевий: одномовний фінськийТемно-синій: одномовний шведський
Бірюзовий: двомовний, більшість — фінська, менша — шведськаСвітло-блакитний: двомовний, більшість — шведська, меншість — фінська
Багряний: більшість фінська та одна або три саамські мови як мови меншин

Станом на 2021 рік у Фінляндії існує 309 громад, а з 1 січня 2025 року їх кількість становить 308. З них (наведені далі дані потребують оновлення) — 107 мають статус міста або містечка (kaupunki). Шістнадцять громад є одномовно шведськомовними (усі в автономному регіоні Аландські острови), ще 33 — двомовні: 15 з переважно шведськомовним населенням (усі, окрім чотирьох, розташовані в Остроботнії) та 18 з переважно фінськомовним населенням (усі, окрім п'яти, — у регіоні Уусімаа). Чотири громади на півночі Лапландії — Утсйокі, Інарі, Соданкюля та Енонтекійо — мають одну або кілька з трьох саамських мов, які визнані офіційними в межах цих громад.
Фінські громади самі вирішують, називатися їм kaupunki (місто чи містечко) чи kunta (село або сільська громада). Хоча Фінський інститут довкілля класифікує міські поселення з понад 15 000 мешканців як kaupunki, громади можуть обрати цю назву навіть із меншою кількістю населення. Наприклад, у Нурміярві — найбільшій kunta у Фінляндії — проживає 45 026 осіб, тоді як Каскінен — найменше kaupunki — має лише 1 240 мешканців. Таким чином, розмежування kunta–kaupunki здебільшого стосується назви, а не функціонального статусу громади.
Території громад сильно відрізняються між собою, оскільки головним критерієм для створення громади є кількість населення. Найбільші за площею громади розташовані в Лапландії, найбільша з них — Інарі, яка охоплює територію площею 17 333,65 км², що приблизно відповідає квадрату зі стороною 130 км. Найменші громади — це дуже малі міста. Наприклад, Каскінен — незалежне місто з площею суходолу лише 10,49 км², а Кауніайнен, який раніше був корпорацією в межах міста Еспоо, займає лише 6,00 км² (2,32 кв. милі).

## Історія
Громади Фінляндії спочатку виникли як церковні парафії. Давня назва громади — pitäjä, що означає «той, хто зберігає» або «охоронець», оскільки при створенні системи кожна громада «утримувала» одного пастора. Громади поділялися на села, які складалися з окремих земельних ділянок. Межі між ділянками, а відповідно й громадами, визначалися усними угодами, що передавалися з покоління в покоління — зазвичай прямими лініями між чітко позначеними орієнтирами, як-от валуни. Середньовічна документація збереглася лише щодо юридичних суперечок про межі. У XVIII столітті король Густав III провів велику земельну реформу (Велике розмежування), під час якої спільні землі перерозподілені на більші ділянки, а всі незайняті землі оголошені власністю корони. Таким чином, у Фінляндії не існує «залишкових» територій поза юрисдикцією громад — уся земля належить або приватним власникам, або державі. Світська влада ділила земельні ділянки на оподатковувані одиниці (села та світські громади) за адміністративною доцільністю, і ці межі не завжди збігалися з парафіяльними. Крім того, міста створювалися окремо за спеціальними статутами. До 1734 року в містах діяло окреме законодавство, відмінне від того, що застосовувалося у сільських громадах.
6 лютого 1865 року засновано сучасні громади як світські адміністративні одиниці, відокремлені від церковних парафій. Ця реформа натхненна шведськими муніципальними реформами 1862 року. До 1964 року міста самостійно фінансували поліцію та реєстраційні служби. До 1977 року громади поділялися на міста (kaupunki, stad), містечка або торгові поселення (kauppala, köping) та сільські громади (maalaiskunta, landskommun). Категорія торгових поселень була скасована, і всі вони отримали статус міста. Решту громад класифікували як «інші громади». Усі громади, що мали назву maalaiskunta, з часом були або приєднані до своїх «міст-батьків», або перейменовані. З 1995 року закон визнає лише одну категорію — «громада», і будь-яка громада має право називати себе містом.

## Ідентифікація та геральдика

Герб Вантаа, що містить геральдичні елементи регіону Уусімаа, такі як блакитний колір і срібло

Не всі громади мають чітко виражений урбаністичний центр; сільські громади зазвичай складаються з розкиданих сільських поселень. Історичним центром громади часто є церковне село (kirkonkylä, скорочено kk), але найбільше або адміністративне село може бути іншим. Наприклад, у громаді Аскола є церковне село (Askolan kirkonkylä), але адміністративний центр розташований у селі Моннінкюля. Часто церковне село має ту саму назву, що й громада, як у випадку з Асколою, але не завжди — наприклад, громада Енонтекійо керується з села Гетта. Через це на картах іноді помилково позначають села як адміністративні центри. Це пояснюється тим, що назва громади позначає всю колишню парафію, а не конкретне поселення чи село. Села не мають офіційного адміністративного статусу, хоча деякі з них мають добровільні сільські асоціації (kyläyhdistys) та інші форми громадської активности, які не є частиною уряду.
Хоч і пов'язані, міські поселення у Фінляндії (taajama) не є адміністративними одиницями. Щорічно перелік таких поселень незалежно складає державна установа — Статистичне управління Фінляндії. Цей перелік здебільшого використовується для потреб, пов'язаних із транспортом — встановлення дорожніх знаків, обмеження швидкости та планування автомагістралей. У Фінляндії офіційно визнано 745 міських поселень, із яких 49 мають понад 10 000 жителів, а шість — понад 100 000.
Кожна громада має власний герб. Його розміщують на межах громади та використовують в офіційних документах, які її представляють. Багато муніципальних гербів створені в новітній час, і значну частину з них розробив художник Густаф фон Нумерс. Окрім того, деякі громади, як-от Вантаа з 2015 року та Гельсінкі з 2017 року, мають сучасні логотипи, які відрізняються від традиційного герба.

## Столичний регіон
Особливістю є те, що столичний регіон Гельсінкі не має спеціального адміністративного статусу чи окремого управління. Регіон складається з чотирьох повністю незалежних міст, що утворюють єдину конурбацію (суцільну міську агломерацію). Столична агломерація Гельсінкі швидко зростає як за чисельністю населення, так і за площею: громади поблизу, які ще 50 років тому були сільськими, нині перетворилися на передмістя. Очікується, що зростання триватиме. У 2006 році уряд затвердив злиття частини Сіпоо — сільської громади з 40 % шведськомовного населення, розташованої поряд із метрополією Гельсінкі — із Гельсінкі, всупереч позиції ради самої громади Сіпоо. В результаті ця територія фактично стане новим фінськомовним передмістям із чисельністю населення, що у кілька разів перевищує наявне населення самої Сіпоо.

## Об'єднання та реформа
У Фінляндії нині тривають жваві політичні дискусії щодо реформи муніципальної системи. Велика кількість дрібних громад, яка сформувалася ще в аграрну добу Фінляндії, нині вважається перешкодою для ефективного надання публічних послуг. У зв'язку з цим лунають пропозиції щодо об'єднань, ініційованих державою. Комітет під керівництвом колишнього міністра у справах регіонального та муніципального розвитку Ганнеса Маннінена запропонував запровадити дворівневу систему громад із різним рівнем повноважень. Натомість Асоціація громад та регіональних органів Фінляндії (Kuntaliitto) виступила за модель, за якої муніципалітет повинен мати щонайменше 20 000–30 000 жителів (порівняно з поточним медіанним значенням у 4 700). Ця ініціатива була натхненна подібною реформою в Данії (див. Комуни Данії). Попередній уряд (кабінет Ванганена ІІ) однак вирішив не впроваджувати об'єднання насильно.
Останніми роками укладено багато добровільних угод про об'єднання муніципалітетів:
- У 2005 році завершено 10 злиттів,
- у 2006 — 1
- у 2007 — 14
- у 2008 — 1
- у 2009 — 32
- у 2010 — 4
- у 2011 — 6
- у 2013 — 10
- у 2015 — 3
- у 2016 — 4
- у 2017 — 2
- у 2020 і 2021 — по 1

Зокрема, у 2009 році кілька міст об'єдналися з навколишніми сільськими громадами: Гямеенлінна, Сало, Коувола, Сейняйокі, Наанталі, Каугава, Лог'я, Расеборг, Ювяскюля та Оулу. Загалом у 2009 році відбулося 32 об'єднання, що охопили 99 громад, унаслідок чого їхня загальна кількість скоротилася на 67. Того ж року остаточно скасовано останню maalaiskunta — муніципалітет, що оточував місто, але мав ту саму назву — у Ювяскюля. У період з 2005 по 2021 рік кількість муніципалітетів було добровільно зменшено зі 444 до 309.
У 2012 році уряд Катайнена оприлюднив масштабний план об'єднання муніципалітетів із метою досягнення мінімального рівня у 20 000 жителів на громаду. Одним із запропонованих критеріїв були також поїздки на роботу: якщо понад 35 % населення громади їздить на роботу до іншого муніципалітету, це може стати підставою для об'єднання. Кабінет Сіпіля (2015) підготував масштабну реформу в галузі охорони здоров'я та соціальних послуг (sote-uudistus), спрямовану на підвищення вибору між муніципальними та приватними послугами, а також на передачу деяких повноважень більшим за муніципалітет одиницям. Цю реформу завершив кабінет Марін.

## Громади по регіонах
- Громади Центральної Фінляндії(інші мови)
- Громади Південно-Західної Фінляндії(інші мови)
- Громади Кайнуу(інші мови)
- Громади Кюменлааксо(інші мови)
- Громади Лапландії(інші мови)
- Громади Північної Карелії(інші мови)
- Громади Південної Карелії(інші мови)
- Громади Пог'янмаа(інші мови)
- Громади Центральної Пог'янмаи(інші мови)
- Громади Північної Пог'янмаи(інші мови)
- Громади Південної Пог'янмаи(інші мови)
- Громади Пірканмаа(інші мови)
- Громади Сатакунти(інші мови)
- Громади Північної Савонії(інші мови)
- Громади Південної Савонії(інші мови)
- Громади Канта-Гяме(інші мови)
- Громади Пяйят-Гяме(інші мови)
- Громади Уусімаа(інші мови)
- Громади Аландських островів(інші мови)

## Мапи

Громади у 2022 році
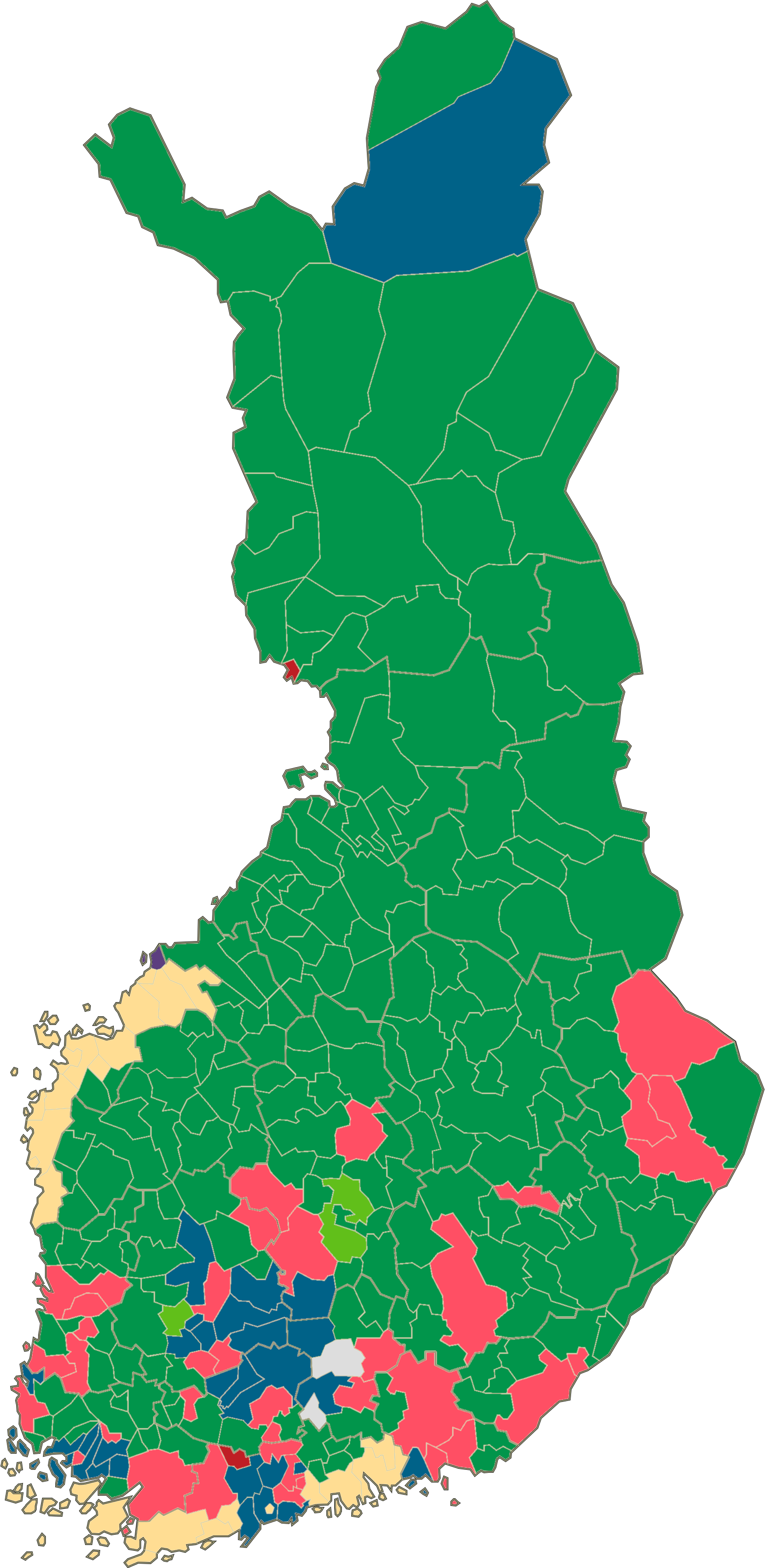
Найбільша партія в громадах після муніципальних виборів у Фінляндії 2017 року
Найбільша партія в громадах після муніципальних виборів у Фінляндії 2021 року
Друга найбільша партія за відсотком голосів після муніципальних виборів у Фінляндії 2021 року